# Kananga (Menes)
Kananga is een bestuurslaag in het regentschap Pandeglang van de provincie Banten, Indonesië. Kananga telt 2147 inwoners (volkstelling 2010).